# Goldmania violiceps
A Goldmania violiceps a madarak osztályának sarlósfecske-alakúak (Apodiformes) rendjébe és a kolibrifélék (Trochilidae) családjába tartozó Goldmania nem egyetlen faja.

## Előfordulása
Kolumbia és Panama területén honos. A természetes élőhelye szubtrópusi vagy trópusi síkvidéki esőerdők. A természetes élőhelye szubtrópusi és trópusi hegyi esőerdők. Állandó, nem vonuló faj.

## Megjelenése
Átlagos testtömege 4-5 gramm.